# 十二使徒教堂 (莫斯科)
十二使徒教堂（俄語：церковь Двенадцати Апостолов）位于莫斯科克里姆林宫内。

## 历史
1653年由尼康牧首修建，作为他的住所，三年后敬礼使徒腓力。1682年改为敬礼十二使徒。莫斯科都主教自从14世纪就住在克里姆林宫。但尼康牧首希望建造一个更为宏伟的居所，与沙皇的权威和辉煌竞争。
1917年10月布尔什维克炮轰克里姆林宫时，牧首宫受到严重破坏。后来教堂得到修复，改为应用艺术博物馆。原有的壁画保存下来的很少，但有一个精美的17世纪聖幛，来自被布尔什维克拆毁的升天修道院大教堂。